# Fiat Abarth 595
 (décembre 2021).
Si vous disposez d'ouvrages ou d'articles de référence ou si vous connaissez des sites web de qualité traitant du thème abordé ici, merci de compléter l'article en donnant les références utiles à sa vérifiabilité et en les liant à la section « Notes et références ».
La Fiat Abarth 595 est une automobile sportive basée sur une Fiat 500 transformée par la société italienne Abarth.

## Historique
Avant de lancer la Fiat 600, les dirigeants de Fiat Auto voulaient lancer une mini-voiture pour remplacer leur Fiat 500 Topolino mais qui puisse transporter quatre personnes. Cette voiture devait essentiellement avoir une vocation urbaine. Conçue par Dante Giacosa, le célèbre ingénieur en chef de la marque, et construite comme une véritable automobile, avec une structure monocoque, une vraie suspension, des freins hydrauliques largement dimensionnés et un circuit électrique de 12 volts, la Nuova Fiat 500 connaît un succès qui lui permet de dominer pendant trois décennies le marché de la mini-voiture en Europe. 

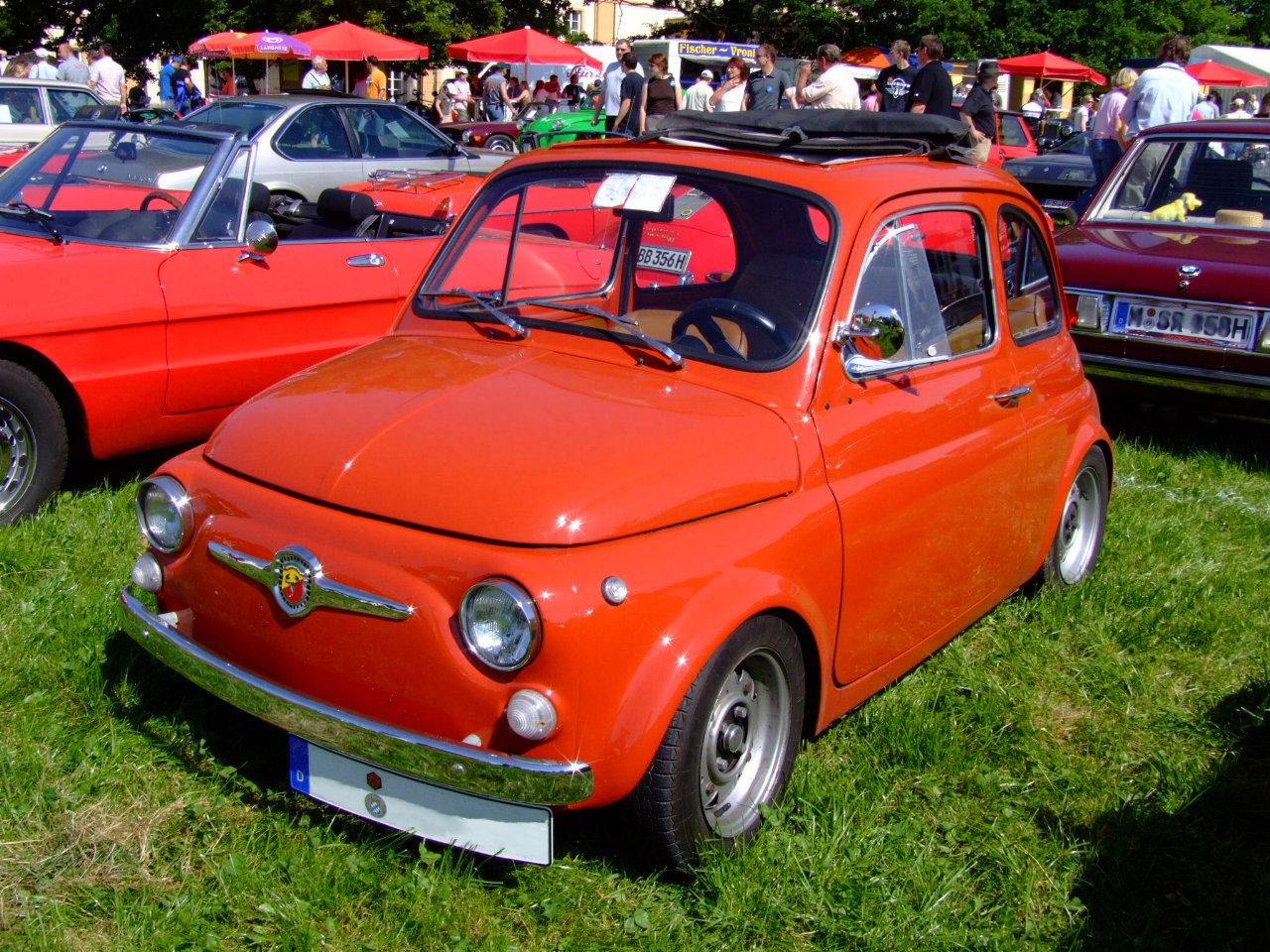
Fiat Abarth 695.

Lancée le 4 juillet 1957, la nouvelle 500 apparaît parfaitement adaptée à son objectif. Simple et économique, elle est surnommée en France le « pot de yaourt ». À l'exception de la mécanique, elle reprend l'architecture de la Fiat 600, avec un moteur placé à l'arrière et quatre roues indépendantes. Elle est motorisée par un bicylindre en ligne refroidi par air de 479 cm3 développant 16,5 chevaux, qui lui permet d'atteindre 85 km/h. Réputé pour ses vibrations au ralenti, il ne manque pas d'allant dans le trafic urbain, malgré les craquements de la boîte à crabots et le niveau sonore élevé imputable à la turbine. Carlo Abarth ne va pas tarder à modifier ce petit moteur grâce à des pistons, bielles et vilebrequins spéciaux, des arbres à cames modifiés et des échappements spéciaux.
C'est au salon de l'automobile de Turin en novembre 1957 qu'est lancée la première Fiat 500 avec un kit de transformation Abarth, la Fiat 595 Abarth. Grâce aux 19 chevaux de son moteur préparé — arbre à cames reprofilé, carburateur modifié et carter spécifique —, elle se fait rapidement remarquer par une série de records établis sur l'autodrome de Monza entre le 13 et 20 février 1959. Les pilotes Remo Cattini, Marino Guarnieri et Corrado Manfredini se relaient pendant sept jours pour parcourir 18 186 kilomètres à la moyenne de 108,252 km/h. 
La même année, Abarth réalise une voiture de record construite sur un châssis tubulaire et conservant, à l'image de la berline, l'implantation du moteur en porte-à-faux arrière. Dessiné par Pininfarina et construit en aluminium, ce prototype ne pèse que 368 kg. Il bat 23 records internationaux, dont celui des 2 000 kilomètres à la moyenne de 153,319 km/h. Modifiée en 1959 par l'adjonction d'une longue queue et la suppression du périscope, la voiture établit, au mois d'août 1959, cinq nouveaux records de la classe 1 (351 cm3 à 500 cm3), dont les 1 000 kilomètres à la moyenne de 165,652 km/h.
Il faut attendre 1963 pour que soit lancée sur le marché la voiture complète Fiat Abarth 595 dérivée de la Fiat 500. Elle est présentée en novembre 1963 au salon de Turin et homologuée pour courir dans la classe des moins de 600 cm3 avec la contrainte de fabriquer au minimum mille exemplaires de série. Abarth procède comme pour la Fiat 750 Abarth en augmentant la cylindrée qui passe à 594 cm3, d'où son appellation de « 595 ». Avec 27 chevaux à 5 000 tr/min, la puissance reste modeste mais la voiture dépasse les 120 km/h. Extérieurement, le logo Abarth sur la face avant et quelques inscriptions permettent d'identifier la voiture.
À partir de l'automne 1963, grâce à un accord particulier avec le constructeur, Abarth peut recevoir des voitures incomplètes de chez Fiat et leur apporter les éléments spécifiques Abarth.

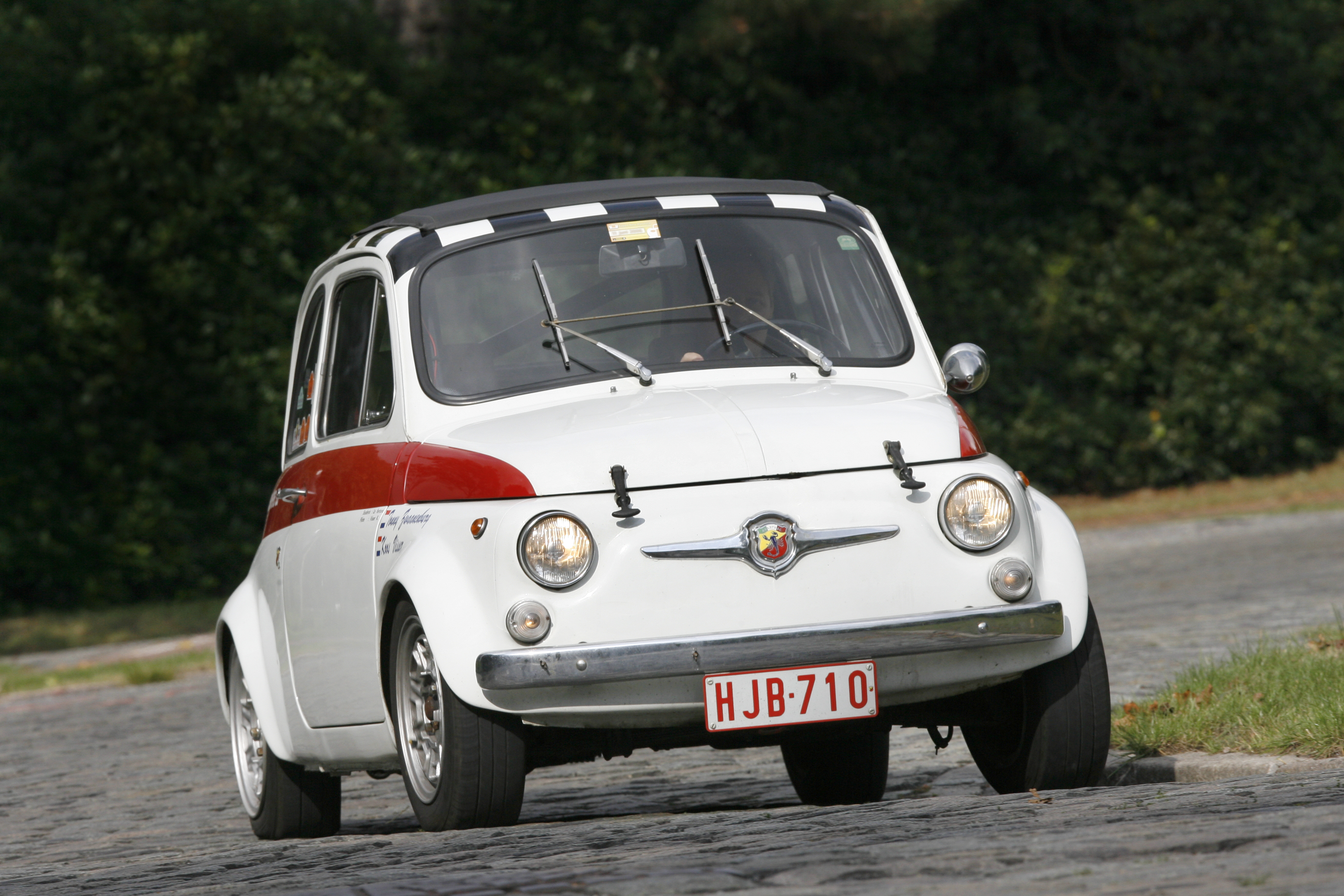
Fiat Abarth 695 SS

En 1964, la Fiat Abarth 595 SS apparaît, les 32 chevaux propulsent la voiture à 130 km/h ; elle peut désormais recevoir un surtoit profilé, présenté comme un aileron aérodynamique et dont la fonction est aussi de rigidifier la coque. De nombreuses autres options sont proposées sur toutes les versions, dont les jantes en alliage léger, un tableau de bord à quatre cadrans et le volant Abarth en aluminium à jante recouverte de cuir. Suivant l'évolution de la Fiat 500, la 595 SS bénéficie à partir de 1965 de portes s'ouvrant contre le vent. À partir de 1968, elle est épaulée d'une version Assetto Corsa réservée, en principe, à la compétition ; de même puissance, la voiture est pourvue d'ailes élargies, qui permettent de monter des jantes larges Abarth, en 12 pouces (135x12 ou 145x12) ou en 10 pouces (165x10); elle reçoit également d'office le tableau de bord à quatre cadrans et le volant (en option sur la SS). En 1969, les versions « luxe » comportent les tubes supplémentaires sur les pare-chocs, les joncs de pare-brise et lunette et tous les gréements de la FIAT 500 Luxe et en plus, les bandes latérales adhésives ainsi qu'un scorpion décoratif, le tout en rouge, sur le capot avant, les sigles chromés n'étant destinés qu'au capot arrière. Les bandes décoratives sont néanmoins disponibles sur demande pour les autres versions. Dernière évolution, la 595 SS Assetto Corsa est gratifiée en 1970 d'un nouveau traitement décoratif, plus voyant : les élargisseurs d'ailes désormais en polyester sont alors peints en rouge, tout comme les bas de caisse et une partie de la face avant en forme de trapèze ; elle prend le nom de 595 Competizione.
Abarth présente au salon de Genève 1964 la Fiat Abarth 695, un modèle plus « civilisé » que la 595 SS et qui est considéré comme la version routière la plus équilibrée des Abarth dérivées de la Fiat 500. Si la puissance de 30 ch et la vitesse maximale de 130 km/h sont pratiquement identiques à la 595 SS, le nouveau moteur de 689 cm3 super carré (76 x 76 mm) est moins pointu. La 695 est rapidement suivie d'une version plus élaborée, la 695 SS. Elle dépasse les 135 km/h avec ses 38 chevaux à 5 200 tr/min grâce à un taux de compression de 9,8/1 et à un carburateur de 34 millimètres. Elle peut être équipée du même surtoit profilé que la 595 SS. La 695 SS reçoit à son tour sa version Assetto Corsa, mécaniquement identique, mais reconnaissable à ses ailes élargies. 
Pendant toute la durée de production de la FIAT 500, Abarth commercialise des kits en cassette (caisse bois) contenant les pièces nécessaires à transformer la FIAT 500 en toutes versions 595 ou 695, ou à faire évoluer les 595 et 695 en SS (Esseesse) voire en Assetto Corsa. Par la suite, des kits homologués permettent d'encore améliorer les performances ou l'esthétique : carburateurs Weber 40 ou 45 DCOE, entrebâilleur de capot arrière, freins avant à disque, culasse radiale, etc. 
Très brillantes, les 595 et 695 rapportent à Abarth de nombreux succès sportifs dans les classes 600 et 700. En collection, elles sont maintenant très recherchées par les amateurs de petites voitures nerveuses.

## Caractéristiques techniques
- Moteur : 690 cm3 - 2 cylindres en ligne - 4 soupapes - 38 chevaux à 5 200 tr/min
- Alimentation : 1 carburateur
- Transmission : propulsion
- Boite de vitesses manuelle à 4 rapports
- Direction à vis et galet
- Freins avant et arrière à tambours
- Jantes 12 pouces
- Suspensions :
  - avant indépendantes, bras tirés, ressort inférieur transversal à lame, amortisseurs télescopiques
  - arrière indépendantes, bras tirés, ressorts hélicoïdaux, amortisseurs télescopiques
- Dimensions :
  - Longueur : 297 cm
  - Largeur : 132 cm
  - Hauteur : 130 cm
  - Empattement : 184 cm
  - Poids à vide/PTAC : 470 kg
- Vitesse maximale : 135 km/h

## Gamme des modèles produits
- 500 (1957-1963) : Fiat 500 avec des kits de transformation ;
- 595 (1963-1965) : première voiture complète Abarth de la gamme 500. Carrosserie de la Fiat 500 D, moteur de 584 cm3, carburateur double corps ;
- 595 SS (1964-1966) : dérivée de la 595, vitesse portée à 130 km/h ;
- 695 (1964-1966) : carrosserie de la Fiat 500 D, moteur 689 cm3, vitesse maximum de 140 km/h ;
- 595 (1965-1971) : carrosserie de la Fiat 500 F, moteur de 594 cm3 ;
- 595 SS (1964-1971) : dérivée de la 595, moteur 594 cm3, vitesse 130 km/h ;
- 695 SS (1964-1971) : moteur 689 cm3, vitesse 150 km/h ;
- 695 SS Assetto Corsa (1965-1969) ;
- 695 SS Competizione (1969-1971).

Abarth a commercialisé jusqu'en 1971 des kits de transformation pour les Fiat 500 de base. Les modèles Abarth ont été distribués par le réseau spécifique Abarth, souvent à travers les plus importantes concessions Fiat.

## Dans la culture populaire
La 595 SS est jouable dans les jeux vidéo de course automobile Assetto Corsa, Forza Motorsport 6, Forza Horizon, Forza Horizon 2 et Forza Horizon 3. La 695 SS est jouable dans Driver: San Francisco et GTI Club Supermini Fiesta!.
La 595 est par ailleurs utilisée dans les films 19 et The Tiger.